# Magda Schneider
Magda Schneider (Augsburg, 1909. május 17. – Schönau am Königssee, 1996. július 30.) német színésznő, Romy Schneider édesanyja.

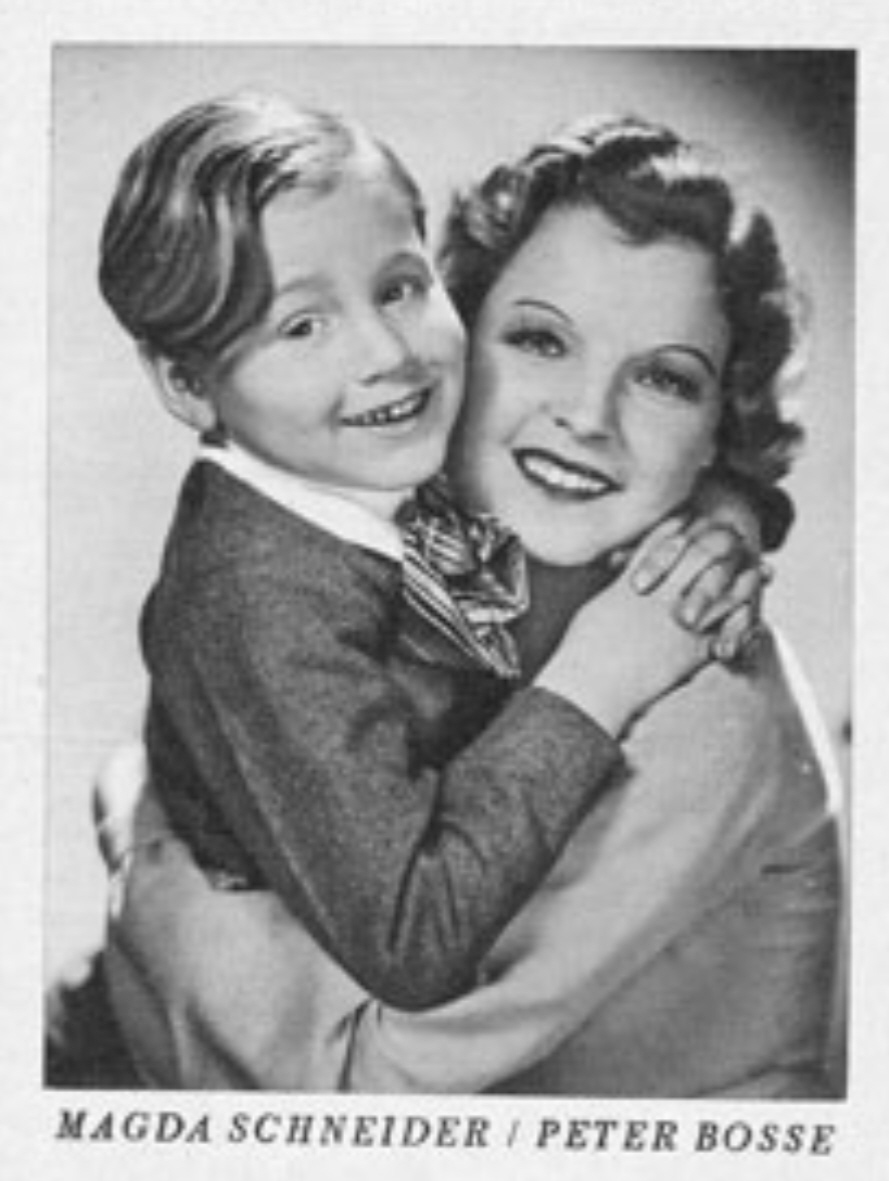
1937-ben, Peter Bosse gyermekszínésszel

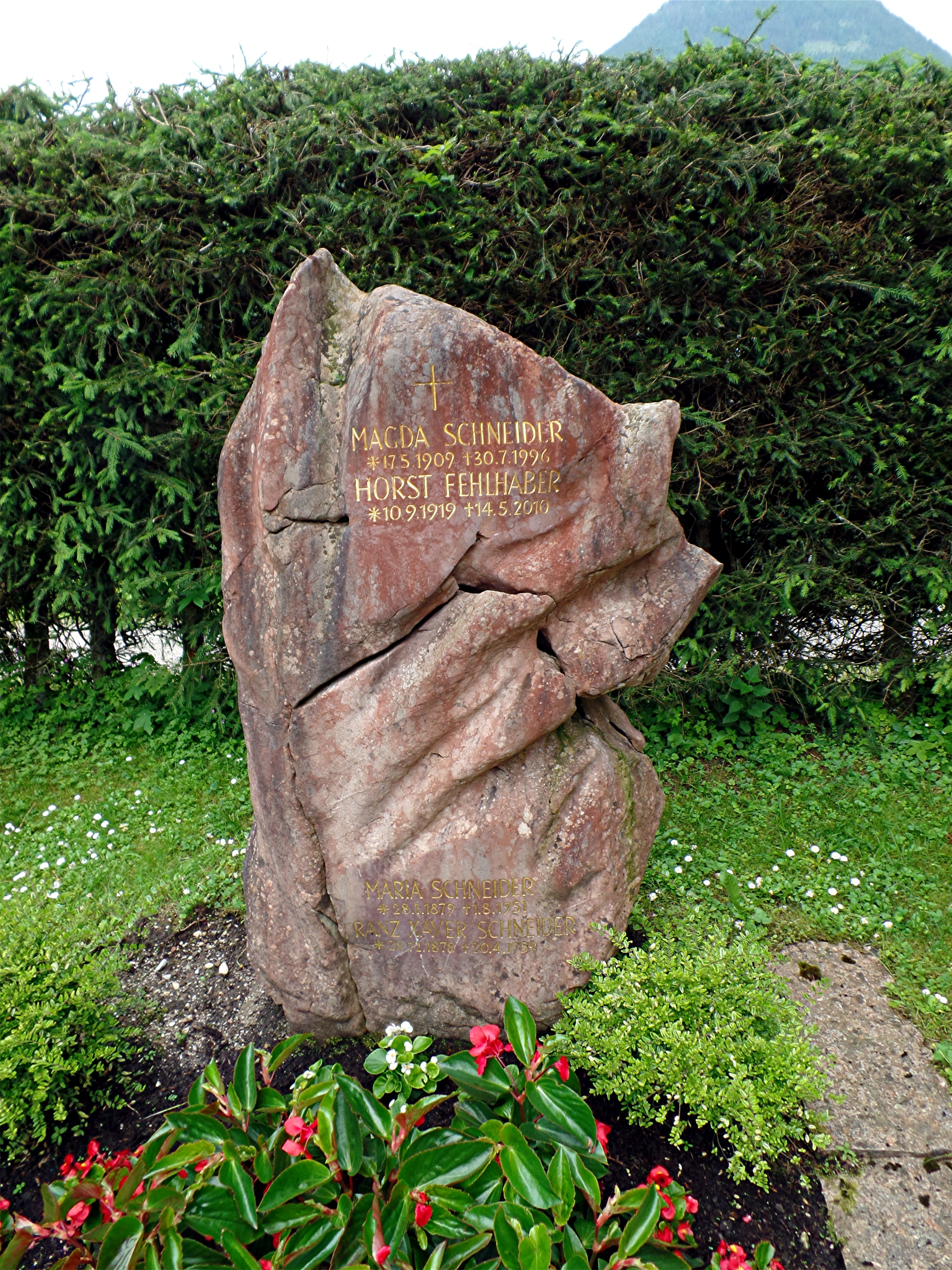
Magda Schneider sírja

## Életrajz
Magdalena Schneider gyermekként katolikus leányintézetben nőtt fel, évekkel később kereskedelmi főiskolát végzett. Mégis a színművek és az éneklés töltötte ki minden szabad percét, aminek köszönhetően végül az énekesi és a színészi pályát választotta. Az augsburgi Leopold Mozart Konzervatóriumban és a városi színházban lépett fel folyamatosan énekesnőként, majd a müncheni Gärtnerplatzi Állami Színházban debütált. Ott figyelt fel rá a híres osztrák rendező Ernst Marischka, aki 1930-ban meghívta a bécsi Theatre an der Wien színházba.
1930-ban fedezték fel a film számára. Egy 1933-as forgatás során Magda találkozott jövőbeli férjével, az osztrák színésszel, Wolf Albach-Rettynnel. A házaspár 1937-ben házasodott össze, és két gyermeke született: leányuk Rosemarie Magdalena, Romy (ismertebb nevén Romy Schneider) és fiuk Wolf-Dieter. A második világháború idején Magda Schneider színésznő és gyermekei hosszasan vendégeskedett Adolf Hitler privát villájában, a Berchtesgaden feletti Obersalzbergben és a Führer többször kijelentette, hogy Schneidernél jobb színésznőt még életében nem látott; és hogy ő a kedvenc színésznője. Magda lánya, Romy Schneider vallomása szerint anyja szexuális viszonyt is folytatott Hitlerrel. 1945-ben elvált férjétől, Wolf Albach-Rettyntől. 
A háború után a film felkérések Magda számára igen meggyérültek, mivel sokan nem preferálták azt, hogy a Führer legkedvesebb színésznője volt, egyben azt sem nézték jó szemmel, hogy nála vendégeskedett családjával a háború alatt. Mégis 1948-ban újra szerepet kapott és elkezdtek forgatni vele. Az ezt követő években egyre feljebb ívelt karrierje, amikor lányával, Romyval elkezdtek együtt dolgozni. Magda eközben feleségül ment Hans Herbert Blatzheimhez.
1996-ban halt meg házában Schönauban, Berchtesgaden mellett, Bajorországban.

## Magda és Romy Schneider közös filmjei
Az elkövetkező évek különös nagy sikernek örvendenek mint Magda, mint Romy színészi életében.
Anya és lánya ezekben a filmekben dolgoztak együtt:
- 1953: Wenn der weisse Flieder wieder blüht (Amikor a fehér orgona újra virágzik)
- 1954: The Story of Vicky (Mädchenjahre einer Königin, Egy királylány gyermekkora)
- 1955: Die Deutschmeister (Tavaszi díszszemle)
- 1955: Sissi
- 1956: Sissi - Die junge Kaiserin (Sissi – Az ifjú császárné)
- 1957: Robinson soll nicht streben (Robinson nem halhat meg)
- 1957 - Sissi - Schicksalsjahre einer Kaiserin (Sissi – Sorsdöntő évek)

## Magda Schneider filmjei
- 1930: Boykott
- 1932: Fräulein – falsch verbunden
- 1932: Ein bißchen Liebe für dich
- 1932: Zwei in einem Auto
- 1932: Das Lied einer Nacht
- 1932: Sehnsucht 202
- 1932: Das Testament des Cornelius Gulden
- 1932: Marion, das gehört sich nicht
- 1932: Glück über Nacht
- 1933: Liebelei
- 1933: Kind, ich freu’ mich auf dein Kommen
- 1933: Glückliche Reise
- 1933: Ein Mädel wirbelt durch die Welt
- 1934: Ich kenn’ dich nicht und liebe dich
- 1934: Fräulein Liselott
- 1934: G’schichten aus dem Wienerwald
- 1935: Winternachtstraum
- 1935: Eva
- 1935: Vergiß mein nicht
- 1935: Die lustigen Weiber
- 1936: Rendezvous in Wien
- 1936: Die Puppenfee
- 1936: Das Geheimnis eines alten Hauses
- 1936: Der Weg des Herzens (Prater)
- 1937: Frauenliebe – Frauenleid
- 1937: Musik für dich
- 1938: Wer küßt Madeleine?
- 1938: Die Frau am Scheidewege
- 1941: Am Abend auf der Heide
- 1942: Liebeskomödie (Szerelmi komédia)
- 1942: Zwei glückliche Menschen
- 1943: Ein Mann für meine Frau
- 1944: Die heimlichen Bräute
- 1944: Eines Tages
- 1948: Ein Mann gehört ins Haus
- 1950: Die Sterne lügen nicht
- 1953: Wenn der weiße Flieder wieder blüht
- 1954: … und ewig bleibt die Liebe
- 1954: Mädchenjahre einer Königin (Egy királylány gyermekkora)
- 1955: Die Deutschmeister (Tavaszi díszszemle)
- 1955: Sissi
- 1956: Sissi – Die junge Kaiserin (Sissi – Az ifjú császárné)
- 1957: Robinson soll nicht sterben – (Robinson nem halhat meg)
- 1957: Von allen geliebt
- 1957: Sissi – Schicksalsjahre einer Kaiserin (Sissi – Sorsdöntő évek)
- 1958: Das Dreimäderlhaus
- 1959: Die Halbzarte
- 1961: Morgen beginnt das Leben
- 1968: Drei Frauen im Haus (tévésorozat)
- 1969: Vier Frauen im Haus (tévésorozat)